# Alessandro Guimarães
Alessandro Guimarães, né le 3 juillet 1995 à Bauru, est un coureur cycliste brésilien.

## Biographie
En 2013, Alessandro Guimarães devient vice-champion du Brésil sur route juniors (moins de 19 ans). Il évolue ensuite chez les espoirs et chez les élites au sein de diverses équipes locales. Bon sprinteur, il réalise une belle saison 2018 en obtenant trois victoires. Il termine par ailleurs deuxième du championnat national du Brésil à Maringá, derrière son compatriote Rodrigo Nascimento,. 
Lors de la saison 2019, il remporte la première étape du Tour de Chiloé au Chili. Il s'agit de son premier succès obtenu sur une course inscrite au calendrier de l'UCI. Il finit également second de son championnat national, devancé cette fois-ci par Vitor Zucco Schizzi. Trois ans plus tard, il se distingue au niveau international en prenant la huitième place du championnat panaméricain en ligne, avec la sélection brésilienne. Il participe aussi à quelques compétitions au Portugal avec un club amateur. 
En 2023, il intègre l'équipe continentale Swift Carbon Pro Cycling. 

## Palmarès et résultats

### Palmarès par année
- 2013
  - 2e du championnat du Brésil sur route juniors
- 2017
  - 3e étape de la Volta de Brusque
- 2018
  - 2e étape de la Copa Hans Fischer
  - 1re et 4e étapes de la Volta Cidade de Guarulhos
  - 2e de la Copa Hans Fischer
  - 2e du championnat du Brésil sur route
- 2019
  - 1re étape du Tour de Chiloé
  - 2e du championnat du Brésil sur route
- 2021
  - 3e étape du Tour du Goiás
- 2022
  - 8e du championnat panaméricain sur route
- 2024
  - 3e du championnat du Brésil sur route

### Classements mondiaux
| Année                                 | 2018 | 2019 | 2020 | 2021 | 2022 | 2023 | 2024 |
| ------------------------------------- | ---- | ---- | ---- | ---- | ---- | ---- | ---- |
| Classement mondial                    | 927e | 874e | nc   | nc   | 781e | nc   | 981e |
| UCI America Tour                      | 55e  | 103e | nc   | nc   | 360e | nc   | nc   |
|                                       |      |      |      |      |      |      |      |
| Légende : nc = non classéSource : UCI |      |      |      |      |      |      |      |